# 守田迺神社
守田迺神社（もりたのじんじゃ）は、長野県長野市高田にある神社（村社）。通称は守田神社。
式内社の守田神社に比定される。

## 概要
長野市街地東部の住宅街、国道19号の喧騒から一本奥へ入ったところにある。
創始は不詳だが、古くは守田八幡宮と称する旧北高田村の産土神であった。1756年（宝暦8年）には神職・吉田家から守田神社の名で幣帛を受けているが、1839年（天保10年）の式内社論争で「迺（廼）」を加えることとなった。
本殿は旧善光寺年神堂の建物。年神堂が神仏分離に伴い健御名方富命彦神別神社（水内大社）として善光寺境内から城山に移転するのに伴い、建物のみ当社へ移築した。
鶴賀新地（旧長野遊郭）や権堂町に比較的近かったこともあり、玉垣に刻まれた寄進者は料亭や妓楼で占められている。

## 歴史
- 1459年（長禄3年） - 近隣から現在地に遷座
- 1699年（元禄12年） - 神託に従い、善光寺年神堂から御神体を移す
- 1756年（宝暦8年） - 吉田家より守田神社として幣帛を受ける
- 1839年（天保10年） - 古間（現 信濃町）・長沼（現 長野市）の同名神社と社号論争（式内社論争）となり、当時の神主が幼かった当社は守田迺神社と改名する結果となる
- 1879年（明治12年） - 同年に健御名方富命彦神別神社（水内大社）として城山に移転した旧善光寺年神堂の社殿を、本殿として移築
- 1967年（昭和42年） - 本殿が長野市指定文化財に指定される

## 祭神
- 誉田別命（主祭神）
- 事代主
- 大碓命
- 久延毘古命
- 健御名方命
- 素盞嗚尊

## 境内
- 本殿 - 長野市指定文化財[4]。旧善光寺年神堂本殿
- 拝殿
- 祝詞殿
- 境内社
  - 守田迺稲荷社
  - 交通安全守神

## 交通
- JR・長野電鉄長野駅からアルピコ交通（川中島バス）45系統に乗車、「守田神社前」下車